# Гог и Магог
Гог и Маго́г (ивр. גּוֹג וּמָגוֹג‎) — в иудейской и христианской эсхатологии варварские народы, которые, согласно пророчествам, завоюют Землю Израиля или христианскую ойкумену в «последние времена»; в иудейской эсхатологии их нашествие потрясет мир незадолго до прихода Мессии.
Начало этой традиции дало библейское пророчество Иезекииля (Иез. 38, 39), в котором Гог — вождь завоевателей, «князь Роша, Мешеха и Фувала», Магог — название его земли. Под предводительством Гога «великое сборище полчищ», вторгнется в Землю Израиля «в последние дни… как буря… от пределов севера», чтобы грабить и опустошать, но падут в ней от руки Господней.
Эсхатологические ассоциации с Гогом из земли Магог, князем Рос и т. п. вызывали все народы севера, начиная с эпохи Великого переселения народов, когда с Гогом чаще всего отождествлялись по созвучию готы. Христиане отождествляли с войнами Гога и Магога вторжение готов в пределы Римской империи в III в. и приход в VIII веке мусульманских завоевателей на запад Европы. В западной культуре Гог и Магог воспринимались в качестве псевдонимов любой политической угрозы — от готов Алариха до Советов Брежнева.

## Библейская традиция
Некоторые народы, которые названы в пророчестве Иезекииля о нашествии Гога, упоминает уже библейский список сыновей Ноя (Быт. 10) в качестве потомков «сыновей Иафета» (Быт. 10:1—5), что расселились «в землях их, каждый по языку своему, по племенам своим, в народах своих» (Быт. 10:5). У Иафета было семь сыновей (LXX 8): Гомер, Магог, Мадай, Иаван, [ Елиса ], Фувал, Мешех и Фирас (Быт. 10:2; ср. 1Хрон. 1:5), в числе сыновей Гомера упомянут Фогарма (Быт. 10:3; ср.: 1Пар. 1:5, 6).
Пророк Иезекииль (Иез. 38, 39) делает предсказание, что «после многих дней» «в последние годы» (Иез. 38:8) «верховный князь» Гог из страны Магог во главе великого войска по воле Бога пойдет против вернувшегося из плена Израиля. В этом войске будут воины от потомков Мешеха и Фувала, от Гомера и из «дома Фогарма» «от пределов севера», а также Парас (Персия), Куш (Эфиопия) и Пут (Ливия?) (Иез. 38:1—9). Гог замыслил подвергнуть землю Израиля разграблению и разорению. Но пророк предрёк, что на Гога падёт гнев Божий, и его временная победа над Израилем послужит цели продемонстрировать Божью славу «перед глазами их» (Иез. 38:10—16). В этом пророчестве Гог представлен в качестве врага, о котором известно от более ранних пророков: с его нашествием «произойдет великое потрясение на земле Израилевой», вся земля Израильская будет разрушена (Иез. 38:17—20), но в конечном итоге поражён будет и сам этот владыка (Иез. 38:21—23). Когда Бог поразит Гога и его войско, что пришли «на горы Израилевы», их мертвые тела будут пожраны птицами и зверями (Иез. 39:1—8). В течение семи лет «жители городов Израилевых» будут сжигать оружие этого войск, а когда Гог найдет свою могилу в долине Аварим («долине прохожих»), в Заиорданье, в течение семи месяцев будут хоронить трупы его воинов, пока «вся земля» не очистится. В завершение Господь приготовит из погибших орд жертвенную трапезу для птиц и зверей (Иез. 39:9—20).
Согласно Иезекиилю, всё это произойдёт для того, чтобы народы познали Божью славу и поняли, что Бог карает Израиль за его грехи. Однако Израилю также следует понять, что Господь хочет быть его Богом «от сего дня и далее»; после возвращения из плена Израиль должен терпеть унижение и признать, что Господь показал Себя Богом Израиля как в изгнании евреев, так и после возвращения (Иез. 39:21—29).

## Географическая локализация и имена
Магог упомянут в списке народов в Быт. 10 и в описании народов, которые входят в войско Гога в Иез. 38. В вопросе их географической локализации значительных разногласий между специалистами нет. Большая часть исследователей определяет место существования Гога и земли Магог на северо-востоке от Земли Израиля: в Анатолии или на территории Северной Месопотамии. В Иез. 38:5 перечислены уже названные в Иез. 27:10 войска из Персии, Эфиопии и Ливии, исходя из чего исследователями уверенно локализуются Мешех во Фригии, Фувал в Киликии, Гомер на Армянском нагорье, а дом Фогарма в восточной Киликии (Иез. 38:2, 6). Большинство др. народов, упомянутых в Быт 10. 2-5, также географически связаны с этой частью мира (жители Фарсиса, Киттим, Мидийцы и др.).
В то же время этимология и смысл имён остаются предметом дискуссий. Мнение ранних толкователей о них как о народе скифов — Ios. Flav. Antiq. I 6. 1 со скифами отождествляют Магога; ср.: Ios. Flav. De bell. VII 7. 4 — было поддержано ещё Юлиусом Велльгаузеном (Israelitische und jüdische Geschichte. B., 18973. S. 149). К предположениям Ф. Делича восходит получившая распространение в современной литературе гипотеза, что Гог был царём Гигом (аккад. gugu около 670 года до н. э.), а земля Магог соответственно — Лидией. По словам Геродота, этот царь расширил свои владения в Малой Азии до Эгейского моря на западе и Чёрного на севере. Анналы ассирийского царя Ашшурбанипала (699—633? годы до н. э.) содержат несколько версий рассказа о Гиге. Его битвы и современные Иезекиилю нашествия лидийцев и их многочисленных союзников на Мидию, как предполагается, могли создалть фон апокалиптического видения пророка. Некоторыми исследователями, которые принимают во внимание те же датировки, Гог связывается с династией Гага Северной Ассирии, упоминающейся в текстах Ашшурбанипала. Ряд учёных отождествляют Гога с известной из амарнских писем (№ 1. 38) территорией «Гага», согласно контексту (называются также Ханигальбат и Угарит), располагалась на севере Сирии, возможно, в окрестностях Кархемиша.
У исследователей, которые считают Иез. 38, 39 послепленным текстом (написанным после Вавилонского пленения), имеет распространение представление, что Гог мог быть военачальником войска молодого персидского царя Кира (около 400 года до н. э.), а также, что имя Гог могло использоваться в качестве псевдонима Александра Великого. Имя Магога при этом должно было пониматься или в качестве искусственной формы в значении «земля Гога», или как «гебраизированное» имя от аккад. matgog (в амарнских письмах — matgoga). В литературе есть и точка зрения, что первичным было название страны, а имя Гог образовано от него.
Рядом исследователей имена объясняются как мифические, произведённые от шум.  «тьма», то есть Магаг понимается как «земля тьмы», а Гог как персонификация тьмы либо «вождь и представитель сил, враждебных Богу». Другие авторы усматривают связь имен с аккадским богом Гага, известным из эпоса Энума Элиш.
Ряд исследователей Библии отождествляет Гомера с киммерийцами, Мешеха — с мосхами, а Фувала (Тувала) — с тибаренами.

## Эсхатологические мотивы Иезекииля
По своей структуре Иез. 38, 39 принадлежит к числу ветхозаветных пророчеств, построенных по схеме: «наказание Израиля — наказание язычников — восстановление Израиля». Новым, отличительным элементом Иез. 38-39, который видимо предваряет развитие поздней апокалиптической идеи об эонах, это идея «двойного эсхатона», — «пророк указывает здесь на то, что находится далее ближайшего будущего, то есть на вторую ступень божественного действия после того, что должно произойти в ближайшее время (собрание Израиля из рассеяния)». В этом тексте эсхатологические выражения «после многих дней» (Иез. 38:8) и «в последние дни» (Иез. 3816) и более редкое «в последние годы» (Иез. 38:8) получили более конкретное содержание.
Изображение эсхатологической битвы (Иез. 38, 39) содержит мотивы, получившие дальнейшее развитие в библейской и постбиблейской литературе, включая такие как день Господень (кода Бог откроет Свой гнев на народы); борьбу Бога с силами хаоса (Наум. 1:4; Авв. 3:8; Ис. 50:2, 3 и др.) и войну Бога против (языческих) народов (Ис. 14:24—27; 17:12—14; Пс. 2; 110; 68:13—19 и др.), как правило, связанную с изображением теофании и космической катастрофы; враг, идущий с севера (противные Богу силы зла и хаоса локализованы на севере — Иер. 1:13—15; 4. 6 слл.; 6:1 слл.; Иоил. 2:20 и др.); натиск народов на Иерусалим (Пс. 46; 48; 76); жертвенная трапеза (павшие осмысляются как жертвенная трапеза — Иер. 46:10; Соф. 1:7, 8; Ис. 34:5—8); мотив мира — сожжение оружия (Ис. 9:5; Ис. 45:10) и др.
Мотив ожидания «отдалённого будущего», который характерен для Иез. 38-39, позволил последующим авторам раввинистической и христианской традиций отнести нашествие и гибель войска Гога в более далёкое будущее. Особым интересом к пророчеству Иезекииля о великом царе Гоге будущих времён отличается уже перевод мессианского пророчества Валаама в Септуагинте Чис. 24:7, в которой Гог противопоставляется моавскому царю Агагу. В другом варианте Септуагинты — Амос. 7:1, в котором имя Гог читается вместо gizzey (покос), как и в варианте Чис. 24:7, демонстрируется довольно раннее возникновение связи между представлениями о войне царя Гога и о приходе Мессии.
Последняя решающая война занимает значимое место в апокрифах. Прямо от Иез. 38-39 зависит описание конца мира в Третьей Сивиллиной книге (3 Сив 663—650); Там же Гог и Магог встречаются как названия стран, расположенных между реками Эфиопии (3 Сив 319, 512; ср. также: 5 Сив 101—110). В образах книги Еноха (1 Енох 56) Гог и Магог представлены в качестве диких орд парфян, в то время постоянно угрожавших набегами (ср.: Ис. 24:21; 1 Енох 90. 16-19; 2 Вар 70. 7-10).

## Новый Завет
Из библейских текстов и аггадических преданий сказания о Гоге и Магоге перешли в литературу, признаваемую Христианской церковью.
В Откровении Иоанна Богослова Гог и Магог представлены как имена народов, которые составляют языческие орды, что в будущем, в конце тысячелетнего царства Христа после первого воскресения двинутся для последней битвы против народа Божиего, но их попалит огонь Божия суда (Откр. 20:7—9). Откровение Иоанна сохраняет в общем плане апокалиптику Иезекииля и кульминационный момент, который составляет битва народов Гога и Магога. Мессианское царство пророчества Иезекииля (Иез. 37) соответствует тысячелетнему царству Христа (Откр. 20:4—6); нашествие войск Гога и их гибель (Иез. 38, 39) — приходу ведомых Сатаной Гога и Магога, грядущих для уничтожения «стана святых и города возлюбленного» (Откр. 20:7—10); воскресение мертвых — последнему суду (Откр. 20:11—15); Новый Иерусалим (Иез. 40 слл.) — новому небу, новой земле и новому Иерусалиму (Откр. 21).

## Ранняя иудейская литература
Многочисленных сказаниях Талмуда (Аггада), в мидрашах и других раввинистические источники всегда представляют Гога и Магога как жестокие и кровожадные народы, последние битвы которых против других народов мира произойдут в Земле Израиля перед приходом Машиаха. В частности, Аггада понимает Гога и Магога как эсхатологических врагов Израиля.
Самые ранние образцы раввинистической литературы сохраняют схему — пришествия войск Гога и Магога после мессианского царства. Палестинские таргумы большую роль в этом эсхатологическом противостоянии отводят Машиаху, побеждающему Гога и Магога, что пришли к Иерусалиму; возвращение Израиля из плена вопреки сюжету из пророчества Иезекииля произойдёт уже после победы над Гогом и Магогом (Таргум Псевдо-Йонатана на Чис. 11:26). Предсказание Елдада и Модада (Чис. 11:26—29) воспринято в качестве пророчества о царе из земли Магог (Таргум Псевдо-Йонатана) или о Гоге и Магоге (Таргум фрагментов). Раввин Нехемия, бывший учеником рабби Акивы, также говорил о предсказании Елдада и Модада о Гоге (Санхедрин 17а).
Иосиф Флавий (Ios. Flav. De bell. VII 7. 4) упоминал легенду, согласно которой Александр Великий, будучи на дальнем севере за горами Каспийского моря заключает кочевые варварские народы (скифов) за железными вратами (ср.: Plin. Sen. Nat. hist. VI 15). Иосиф Флавий отождествлял скифов с Гогом и Магогом (Ios. Flav. Antiq. I 6. 1), в результате чего, легенда о Гоге и Магоге позднее, в первую очередь в христианской традиции, была увязана с легендой об Александре.

## Христианская литература
Отцами Церкви имена Гога и Магога нередко толковались аллегорически. Они считались инструментом сатанинских преследований Божия града, что состоятся в последние времена (Hieron. In Ezech. XI // PL. 25. Col. 356—357; Aug. De civ. Dei. XX 11). Иероним Стридонский со ссылкой на имевшую распространение в его время традицию аллегорически толковывал эти имена: Гог для него был символ «кровли» (tectum), Магог — символ исходящего «из-под кровли» (de tectum). Блаженный Августин считал, что Гог есть символ врагов Церкви, из числа которых выступает диавол, как «из-под кровли», а Магог — символ самого диавола, исходящего из среды этих людей, как бы покидая при этом временное прибежище, которой является бездна безбожного града. Гог и Магог не являются историческими народами, они есть враги Церкви и число их «как песок морской». В Средние века Николай де Лира, опираясь на понимание блженного Иеронима, развивал такую аллегорию: Гога он понимал как антихриста, ведь он одержим диаволом, Магог же символизирует антихристовых гонителей, происходящие от диавола.
В связи с вторжением гуннов в первой половины V века, пророчество Иезекииля, а также библейские имена Гога, князя Рос, Мосоха и Тобела упоминает константинопольский архиепископ Прокл (434—447: Сократ Схоластик 7, 43). Появлению князя Рос здесь способствовует имя предводителя гуннов Роугас, Роас.
Традиционному истолкованию пророчества свойственна вера, что с появлением диавола Гог и Магог будут освобождены, а их военные силы возглавит антихрист во время последнего гонения на христиан, которое станет величайшим (Откр. 20:8). Он явится после падения Римской империи. Войска соберутся в Иерусалиме или, по блаженному Августину, на каждом месте, где будут собраны христиане, и начнут войну против народа Божия. Однако в итоге их повергнет сам Христос, он уничтожит антихриста (Там же).
Позднее на место аллегорического толкования имён пришло буквальное понимание пророчества, при которм Гога и Магога стали отождествлять с какими-либо конкретными историческими народами. В Византии мотив вторжения этих народов появляется в середине VII века, предположительно, под влиянием впечатлений от арабских завоеваний, в тексте «Откровения Псевдо-Мефодия Патарского». Это сочинение, написанное на сирийском языке, дошло также в греческом, латинском и славянском переводах. Согласно ему, Гог и Магог это многочисленные дикие племена, которые отделены от ойкумены и заперты Александром Великим железными вратами в далеких окраинах земли на северо-востоке. Согласно пророчеству, эти дикари «придут на землю Израиля» «в последние времена». Текст приводит список 22 царств, которые заточил Александр. Даётся предсказание поражения измаильтян от последнего императора и наступившего после периода мира и процветания в сирийской версии сказано, что в это время «врата Севера» откроются, откуда заточённые племена ворвутся в ойкумену. В сочинении описаны бедствия и гонения на христиан и нечистота Гога и Магога. Однако спустя одну седмицу (семь лет?) они соберутся в долине Иоппия, что в Палестине, где будут убиты «одним из глав ангельского воинства» — архангелом. После исчезновения этих дикарей в течение семи лет в Иерусалиме суждено править последнему римскому императору. Этот правитель поместит свою диадему на Животворящее Древо Креста Господня и таким образом окончательно передаст земную власть Господу. Однако перед установлением Царства Божия власть на короткое время перейдёт к антихристу.
Если в библейской традиции и ранней патристике Гог и Магог представлены как инструменты действий самого антихриста во время его правления на земле и их нашествие предсказывается как одновременное с его явлением, Псевдо-Мефодий писал, что Гог и Магог появятся накануне прихода антихриста и ещё до его воцарения их уничтожат. Эту традицию отражает латинская «Тибуртинская сивилла» XI века, содержащая более ранние предания, изображающая явление антихриста до освобождения варваров, но всё же предрекающая приход великого императора, который разгромит Гога и Магога прежде, чем антихрист полностью установит свою власть. В этой вариации Гог и Магог будут не войсками антихриста, а знаками войн и опустошений, предшествующими антихристу.
Согласно «Славянскому Откровению Даниила», составленному в Византии в середине IX века и известному в славянском переводе, Гог и Магог явятся не в правление последнего императора, а во время его непосредственного предшественника, в других версиях IX—X веков этих сюжетных линий нет.
Трактат «О последних временах» Псевдо-Ефрема, дошедший в латинских списках VIII—IX веков и, предположительно, содержит элементы более ранней традиции, сформировавшейся на сирийской почве в конце IV—VII века, историю Александра Великого не содержит; не упоминает он и последнего римского императора. По этому источнику неизвестные народы явятся просто «в те дни, когда наступит время этих народов»; их описывают как самых диких (nequissimae), самых нечестивых (profanissimae) и грязных (coinquinatae), которые питаются человеческой плотью и кровью. Сочинение ничего не говорит об их дальнейшей судьбе, но утверждает, что «дни их будут сочтены» и «земля (Палестина?) обретёт покой» (Там же. P. 186). Период всеобщего благоденствия накануне последних времён произойдёт не до вторжения Гога и Магога, как обычно, а после того, как они будут разгромлены (Там же. P. 138—139, 146—147).
Эсхатологические представления об этих персонажах в Византии разделяли далеко не все. Хронисты IX века Георгий Синкелл и Георгий Амартол рассматривали Гога и Магога в качестве обычных исторических племён времени царя Дария I, которые якобы вторглись через Мидию на территорию Ближнего Востока, разорили Сирию, Финикию и Землю Израиля и вскоре были уничтожены Божественным Промыслом (Georg. Sync. Chron. S. 295; Georgius Monachus. Chronicon / Ed. C. de Boor. Lpz., 1904. Bd. 1. S. 295). Иоанн Зонара в XII веке, подобно многим более ранним авторам, считал, что Магог — именование древних скифов (Zonara. Epit. hist. Bd. 1. S. 22).
Поздняя западноевропейская средневековая литература делает антихриста неотъемлемой фигурой популярной легенды об Александре Великом. В английской поэме об Александре (Kyng Alisaunder) XIV века освобождающий Гога и Магога антихрист изображён как разрушитель дела Александра Великого. Многими западными авторами Гог и Магог отождествлялись с готами, гуннами, татарами (ср.: ПСРЛ. Т. 1. Вып. 2. Стб. 445—446; Вып. 3. Стб. 503) или какими-либо другими завоевателями. По словам Роджера Бэкона писал, что татары разоряют христианские земли, взламывают ворота Кавказа с целью привести антихриста к власти (Bacon R. Opus majus). «Повесть временных лет» как Гога и Магога упоминает половцев и северные народы (ПСРЛ. Т. 2. Стб. 224—226). В Западной Европе в «Роман об Александре» историю строительства стены против Гога и Магога включили только в XIII веке. В то же время Пётр Коместор выдвигает гипотезу, что Гог и Магог это десять потерянных колен Израиля.
Соотнесение реальных знаний и традиции, тем более сакральной традиции, было методом и целью работы средневековых книжников. Они могли верить в реальность фантастических существ, географических диковинок и подобных объектов, но всё же обычно отделяли от реалий временными или пространственными границами. Такой границей и являлась легендарная стена Гога и Магога, которую, по широко распространённым в Средние века преданиям, воздвиг Александр Македонский против диких народов севера. «Прорывавшиеся» через эту «стену» народы — готы, гунны, «народ рос», монголо-татары, которые реально угрожали цивилизации, осуществляли также «прорыв» в историю, хотя и продолжали ассоциироваться с Гогом и Магогом.

## Исламская эсхатология
В эсхатологии ислама предание о Гоге и Магоге читается в Коране (18:93-99; 21:96) в качестве легенды, что завоеватель многих стран Зу-ль-Карнейн или Зу-ль-Карнайн (на арабском языке `обладающий двумя рогами` или `имеющий два века`) по просьбе народов, которые страдают от набегов диких племен Яджудж и Маджудж, строит на границе между ними и другими народами мощную стену; ежедневно с наступлением утра и до вечера эти племена пытаются прорвать стену, однако прорвут они эту преграду и хлынут в мир, когда приблизится день Страшного суда.
В последующих исламских источниках добавляется, что нашествие этих племен распространится до самого Иерусалима, где Богом для них уготована гибель.

## Отождествления с Русью и Россией
Иезекииль (Иез. 38, 39) делает предсказание, что «после многих дней» «в последние годы» (Иез. 38:8) «верховный князь» Гог из страны Магог во главе великого войска по воле Бога пойдет против вернувшегося из плена народа Израиля. В Септуагинте в результате неточного перевода еврейское слово רֹאשׁ (рош) — «глава», «главный» — стало именем собственным — греч. ῾Ρώς (Рос), а еврейский титул наси-рош (Иез. 38:2; 39:1) — «верховный глава» — был передан как «архонт Рос» в греческом переводе и как «князь Рош» в славянском переводе.
Имя «Рос» было хорошо знакомо греческой — византийской традиции. Некоторые книжники Византии увязывали северный народ «рос» с именем «Гога, князя Роса и Магога» (вариант из Септуагинты). Пророчество Иезекииля было отнесено к предводителю варварских народов севера — «Гогу, в земле Магог, архонту Роса, Мосоха и Тобела» (Иез. 38:2. Этого несуществовавшего князя Роса впервые сопоставил с народом «рос» Лев Диакон в X веке, описывая поход русского князя Святослава (Leo Diac. Hist. IX 6).
В начале IX века флотилии росов совершили нападение на византийские порты на черноморском побережье — Амастриду и Сугдею. В «Житии Георгия Амастридского», повествующем об атаке росов, заметны ассоциации с «архонтом Рос» Септуагинты — росы здесь названы «губительным на деле и по имени народом». Эта ассоциация закрепилась за русами в византийской традиции, в «Житии Василия Нового», которое рассказывает о походе руси Игоря на Константинополь в 941 года. Лев Диакон увидел в походах Святослава сбывающееся пророчество Иезекииля: «Вот, я навожу на тебя Гога и Магога, князя Рос».
Датский хронист XII века Адам Бременский в соответствии с традицией отождествлял с Гогом шведский народ ётов (готов) и помещал «Край женщин» к северу от Руссии у берегов Балтийского моря. От амазонок чудесным образом рождаются — по подозрению Адама, от соития с чудовищами — кинокефалы; этих людей часто берут в плен в Руссии. Руссия в этом источнике включена в человеческую ойкумену.
Поэма персидского автора Низами «Искандер-наме» (1201) рассказывает, как Искандер (Александр) отправился в поход на Китай, но узнаёт, что полчища русов разграбили Азербайджан (исламский мир помнил разрушительные походы руси на Бердаа в 944 году), и вступает с ними в бой. «Искандер-наме», книга, которая опиралась на достижения классической восточной географии X века, русы, наряду с хазарами, аланами, буртасами и другими племенами Восточной Европы X века, которые жили за Кавказским хребтом по дороге к земле библейских Гога и Магога (Яджудж у Низами), описаны как варвары, что обликом напоминают демонов или мифический народ кинокефалов античной традиции. Одного из этих чудовищ, демонического вида воина, русы выпустили против Искандера, но герой заарканил его. Русы оказались побеждены, прирученный героем демон привёл в дар красавицу-китаянку. Благородный Искандер освободил «шаха русов», который признаёт его власть. В поисках напитка бессмертия Искандер отправился в страну Мрака. Он создал город Болгар на Волге. Искандер возвращается через страну русов и доходит до своей столицы Рума на кораблях. В ходе своего следующего странствии к краю света Искандер воздвиг стену, которая отделила дикий народ яджудж от народов мира и будет стоять до Судного дня.
Отнесение пророчества Иезекииля к предводителю варварских народов севера — «Гогу, в земле Магог, архонту Роса, Мосоха и Тобела» привлекалось в русской историографии со времён Синопсиса 1674 года. На это обращал внимание историк А. П. Дьяконов, который объяснял «интерпретацию» переводчика Септуагинты тем, что тот уже знал о неком народе рос. Учёный следовал традиционным толкованиям библейских текстов с позиций исторической школы (ср. в церковном словаре, трактующем титул русского князя в арабской передаче X века, хакан-рус, в качестве кальки евр. наси-рош). Этот подход игнорирует контекст Библии, поскольку Иезекииль к Гогу в земле Магог относит прежде всего персов, эфиоплян и ливийцев (Иез. 38:5) — народы Ближнего Востока, угрожавшие Израилю, и лишь потом Гомера (то есть киммерийцов) «со всеми отрядами его, дом Фогарма, от пределов севера» (Иез. 38:6).
Сирийский автор середины VI века Псевдо-Захария, или Захария Ритор, компилятор, который использовал хронику греческого автора Захарии Митиленского, упоминает некий «народ рус» или «ерос». Несмотря на различные попытки связать его с русами, большинство исследователей возводит «народ рос» у Захарии Ритора и других раннесредневековых авторов к библейским реминисценциям и не рассматривает имена «Гога и Магога, князя Рос» как реальные этнонимы и обозначения исторических народов. Однако интерпретация «народа рос» в качестве передачи греч. Ηρωες (сирийским ерос) со значением «герои мифических времён» в большей степени соответствует античной традиции об амазонках. Сирийско-византийская традиция, особенно с распространением «Романа об Александре» Псевдо-Каллисфена легко контаминировала библейские предания и античные легенды об амазонках. Кавказ и «Каспийские ворота» ассоциировали со стеной Гога и Магога и железными воротами, которые воздвиг Александр. К эпохи Захарии Ритора «дикие народы» уже прорвались через эти ворота в цивилизованный мир и получили исторические имена на страницах хроник, однако за «историческими народами» ещё оставались неизведанные пространства, населяемые традиционными чудовищами.
В связи с вторжением гуннов в первой половины V века, пророчество Иезекииля, а также библейские имена Гога, князя Рос, Мосоха и Тобела упоминает константинопольский архиепископ Прокл (434—447). Появлению князя Рос здесь способствует имя предводителя гуннов Роугас, Роас. Эти ассоциации позволили историку Г. В. Вернадскому с опорой на А. П. Дьяконова удревнить историю «народа рус», который в его интерпретации был «славяно-иранским» (антским) кланом «рухс-асов», или роксоланов, обитавшим в Приазовье по меньшей мере с IV века и участвовавшим в гуннских походах. Исследователь также игнорирует контекст источника, упоминающего Гога и Магога, имена которых древние и средневековые авторы прилагали к варварским народам Севера от киммерийцев и скифов до готов и славян и монголо-татар — независимо от реальных этнонимов.

## В художественной литературе и прочих источниках

### В литературе
- «Гог и Магог» — роман философа-экзистенциалиста Мартина Бубера, написан в 1943 году и переведён на русский язык Еленой Шварц.
- «Гог и Магог» — роман американского писателя Винсента Шина[англ.], впервые опубликован в ноябре 1930 года.
- «Он [губернатор] да ещё вице-губернатор — это Гога и Магога». — Реплика Собакевича из «Мёртвых душ» Н. В. Гоголя.
- В разнородной мистической литературе существуют многие интерпретации этих персонажей. Распространена версия, что «Гог» — искажённое имя лидийского царя Гига[19]

### В прочих источниках
- В компьютерной игре «Герои меча и магии 3» во фракции «Инферно» представлены существа Гоги, улучшенной версией которых являются Магоги.
- Во вселенной Warhammer 40,000 упоминался Гог Вандир — глава Экклезиархии и Высший Лорд Терры, узурпировавший власть, свергнутый и убитый собственными телохранительницами из Невест Императора.
- В телесериале «Андромеда» имеется народ магогов.